# Tachytrechus albopilosus
Tachytrechus albopilosus är en tvåvingeart som först beskrevs av Van Duzee 1931.  Tachytrechus albopilosus ingår i släktet Tachytrechus och familjen styltflugor. Inga underarter finns listade i Catalogue of Life.